# Hydrotaea spinifemorata
Hydrotaea spinifemorata este o specie de muște din genul Hydrotaea, familia Muscidae, descrisă de Huckett în anul 1954. Conform Catalogue of Life specia Hydrotaea spinifemorata nu are subspecii cunoscute.